# Robert Pirosh
Robert Pirosh (* 1. April 1910 in Baltimore, Maryland; † 25. Dezember 1989 in Los Angeles, Kalifornien) war ein US-amerikanischer Filmregisseur und Drehbuchautor, der für das Drehbuch zum Kriegsfilm Kesselschlacht (1949) sowohl den Oscar für das beste Originaldrehbuch als auch den Golden Globe Award für das beste Filmdrehbuch erhielt.

## Biografie
Pirosh begann Mitte der 1930er Jahre als Drehbuchautor und wirkte erstmals bei The Winning Ticket (1935) von Charles Reisner an der Entstehung eines Films mit. Im Laufe seiner Karriere war er bei mehr als 40 Kinofilmen und Fernsehserien als Drehbuchautor beteiligt und führte darüber hinaus bei fünf Filmen Regie.
Seinen größten Erfolg als Autor hatte er mit dem Drehbuch zu dem Kriegsfilm Kesselschlacht von William A. Wellman, für das er bei der Oscarverleihung 1950 nicht nur den Oscar für das beste Originaldrehbuch, sondern auch den Golden Globe Award für das beste Filmdrehbuch erhielt. Außerdem war er für den Preis der Writers Guild of America für das beste Drama nominiert.
1952 war er abermals für den Oscar für das beste Originaldrehbuch für den Kriegsfilm Go for Broke! (1951) mit Van Johnson und Gianna Maria Canale nominiert, in dem er auch Regie führte. Diesmal unterlag er jedoch in dieser Kategorie Alan Jay Lerner.
Weitere Filme, die mit seiner Mitwirkung entstanden, waren Die Marx Brothers: Ein Tag beim Rennen (Drehbuch, 1937) von Sam Wood, Meine Frau, die Hexe (Drehbuch, 1942) von René Clair, Das Tal der Könige (Regie, 1954) nach dem Sachbuch Götter, Gräber und Gelehrte (1949) von C. W. Ceram sowie Die ins Gras beißen (1962) von Don Siegel.
Ende der 1950er Jahre begann er zunehmend mit dem Verfassen von Drehbüchern für bekannte Fernsehserien wie Am Fuß der blauen Berge (1959), Auf der Flucht (1963), Der Chef (1968 bis 1971), Lieber Onkel Bill (1970), Bonanza (1970 bis 1972), Mannix (1970 bis 1974), Hawaii Fünf-Null (1977) sowie Die Waltons (1978 bis 1981).

## Filmografie (Auswahl)
Als Regisseur
- 1951: Go for Broke!
- 1952: Washington Story
- 1954: Das Tal der Könige (Valley of the Kings)
- 1955: The Girl Rush
- 1957: Spring Reunion

Als Drehbuchautor
- 1937: Marx Brothers – Das große Rennen (A Day at the Races)
- 1942: Das große Spiel (Rings on Her Fingers)
- 1942: Meine Frau, die Hexe (I Married a Witch)
- 1944: Up in Arms
- 1949: Kesselschlacht (Battleground)
- 1961: Die ins Gras beißen (Hell Is for Heroes)
- 1963: Der Kommodore (A Gathering of Eagles)
- 1968: Hochzeitsnacht vor Zeugen (What's So Bad About Feeling Good?)
- 1978–1981: Die Waltons (Fernsehserie, The Waltons)